# Oreilla
Oreilla (katalanisch Orellà) ist eine französische Gemeinde mit 27 Einwohnern (Stand 1. Januar 2022) im Département Pyrénées-Orientales in der Region Okzitanien. Sie gehört zum Arrondissement Prades und zum Kanton Les Pyrénées catalanes.

## Lage
Die Gemeinde gehört zum Regionalen Naturpark Pyrénées Catalanes. An der südwestlichen Gemeindegrenze verläuft der Fluss Cabrils, der zur Têt entwässert.
Nachbargemeinden von Oreilla sind Sansa im Norden, Olette im Osten, Canaveilles im Süden, Ayguatébia-Talau im Westen und Railleu im Nordwesten.

## Bevölkerungsentwicklung
| Jahr      | 1962 | 1968 | 1975 | 1982 | 1990 | 1999 | 2013 |
| Einwohner | 50   | 39   | 30   | 25   | 27   | 15   | 13   |

## Sehenswürdigkeiten
- Romanische Kirche Sainte-Marie
- Romanische Kirche Saint-Cécile in Saira